# 구보타 시게코
구보타 시게코(일본어: 久保田 成子, 1937년 8월 2일 ~ 2015년 7월 23일)는 일본의 조각가, 비디오 예술가이다. 대한민국의 비디오 예술가인 백남준의 부인이기도 하다.

## 일생
1937년 일본에서 태어난 구보타 시게코는 고등학교 재학 시절 일본 전국 미전에서 입선하며 10대 때부터 일본 미술계에서 천재 소녀로 명성이 자자했다. 1964년 일본 도쿄 쇼게츠홀 공연에서 백남준을 처음으로 만났다. 전도 유망한 예술가였던 그녀는 뉴욕으로 가 플럭서스 본부로 갔고, 그곳에서 또다시 백남준을 만났다. 둘은 연인 사이로 발전했으나, 샬럿 무어맨과의 공연에 너무 많은 시간을 써 둘 사이에 갈등이 생기다 결국 구보타 시게코는 다른 남자와 결혼하게 된다. 그러다가 1971년, 시부모의 반대에 의해 이혼하게 되고, 다시 캘리포니아에서 백남준을 만나 뉴욕으로 갔고, 1974년에야 작업실을 마련했다.
그 후 백남준에게 비디오 아트를 배운 구보타 시게코는 비디오 아트로 현대 미술계에 이름을 날리는 작가로 성장하였다. 대표적인 작품이 <계단을 내려오는 나부>이다. 그러다 1977년, 암에 걸려 생명을 보존하기 어려운 상황에서 백남준과 재혼해 백남준의 암 보험으로 치료를 받게 된다. 그녀의 작품들은 세계 최고의 현대 미술관인 미국 뉴욕의 모마 미술관과 구겐하임 미술관 등에 전시되기도 했다.